# Instrumente de bord

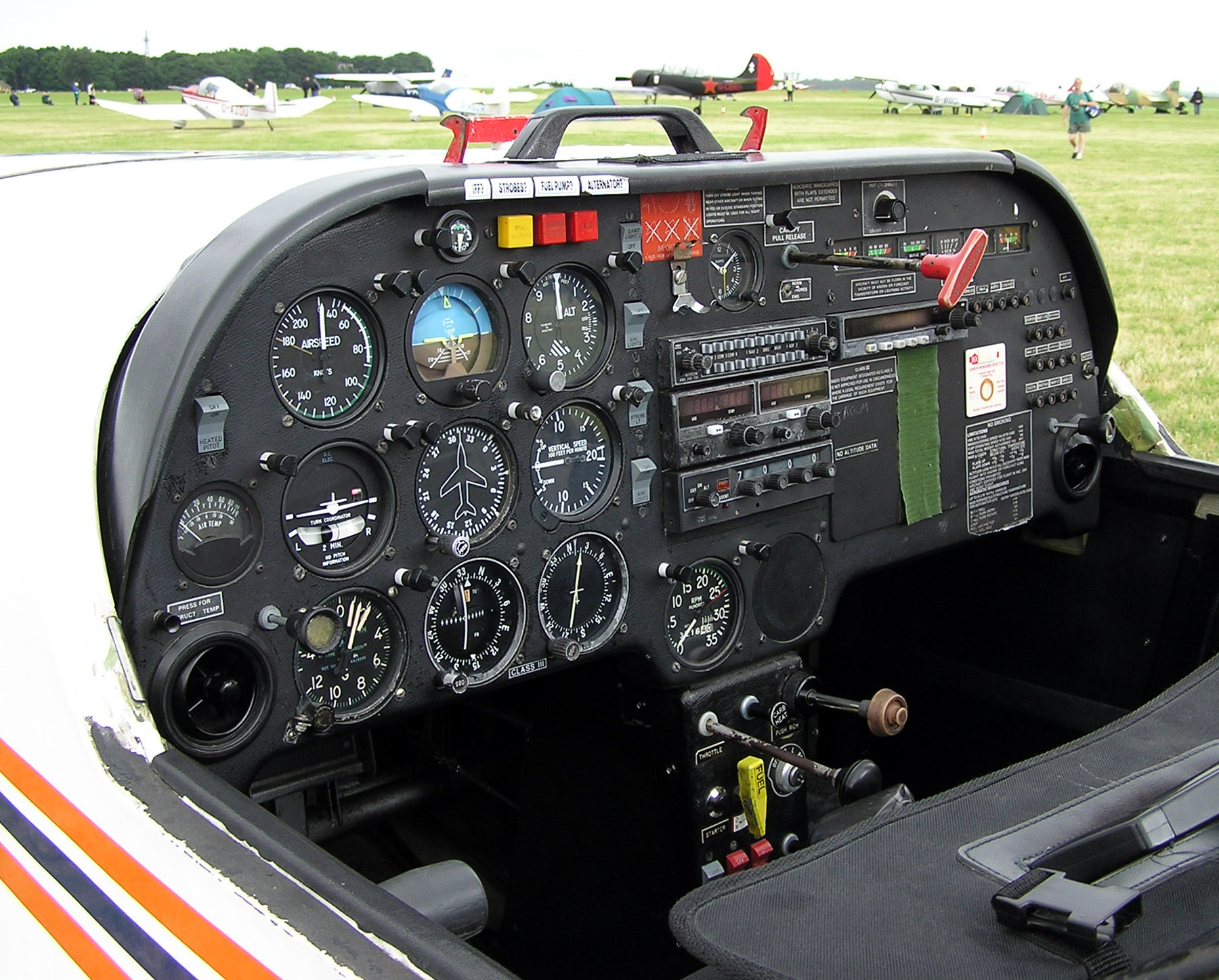
panoul de instrumente al unui avion ușor cu două locuri în tandem Slingsby T-67 Firefly. Panoul, în schemă basic T, este amplasat pe tabloul de bord în stânga pilotului.

Cele mai multe avioane sunt echipate cu un set standard de instrumente de bord (aparate de bord), care informează pilotul asupra poziției avionului, a vitezei și altitudinii sale.

## Instrumente de bord obișnuite
Setul de instrumente obișnuit cuprinde șase instrumente de bază:

### Altimetru

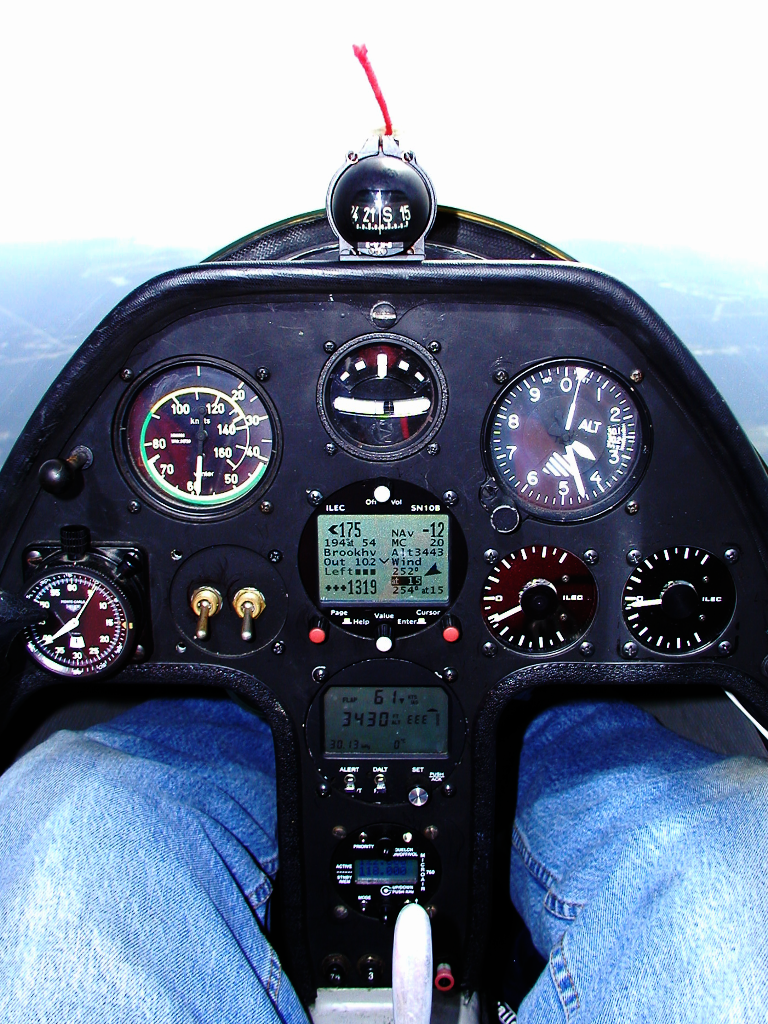
Panoul de instrumente al planorului Schempp-Hirth Janus-C, echipat pentru zbor fără vizibilitate. Indicatorul de viraj și glisadă este plasat sus în centru. Busola este înlocuită cu un calculator ghidat prin GPS, care, ținând cont și de vânt și datele planorului, furnizează indicațiile pe două afișaje electronice din dreapta.

Altimetrul indică înălțimea la care zboară avionul (altitudinea), de obicei în picioare sau metri, prin măsurarea presiunii locale a aerului. Pentru a indica corect altitudinea, înainte și în timpul zborului el trebuie reglat pentru presiunea locală (exprimată pentru nivelul mării).

### Giroorizont

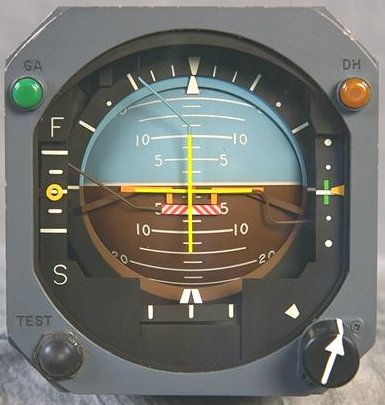

Giroorizontul, cunoscut și drept orizontul artificial, arată poziția (asieta) avionului față de orizont. El indică dacă poziția aripilor este orizontală și dacă botul avionului este deasupra orizontului (cabraj) sau sub el (picaj). Este extrem de util în caz de vizibilitate scăzută, când pilotul nu poate vedea linia orizontului. Funcționează pe baza unui giroscop cu două grade de libertate. În caz de defectare sau în lipsa alimentării electrice a motorului giroscopului (în caz de pană de curent), În locul său se pot folosi indicațiile celorlalte aparate, însă acest aparat este mult mai intuitiv.

### Vitezometru

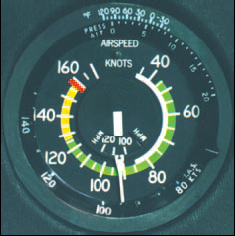

Vitezometrul indică viteza avionului (de obicei în  noduri) față de aer. Aparatul lucrează prin măsurarea presiunii dinamice în direcția de zbor cu ajutorul unui tub Pitot. Pentru a obține viteza corectă față de aer, viteza indicată trebuie corectată în funcție de densitatea aerului (care variază cu altitudinea,  temperatura și umiditatea). Pentru a obține viteza față de sol, viteza față de aer trebuie corectată (prin compunere vectorială) cu viteza vântului.

### Busolă

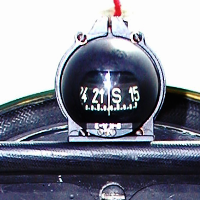

Busola, cunoscută și sub numele de compas, indică direcția de zbor a avionului față de nordul magnetic. Dă indicații bune în zbor orizontal, însă în timpul evoluțiilor „acrobatice” (viraj, urcare, picaj) indicațiile pot fi perturbate de înclinarea avionului față de câmpul magnetic al Pământului. Pentru navigație aeriană direcția indicată trebuie corectată cu declinația (deviația) magnetică, adică cu unghiul dintre direcțiile nordului geografic și nordului magnetic.

### Girocompas

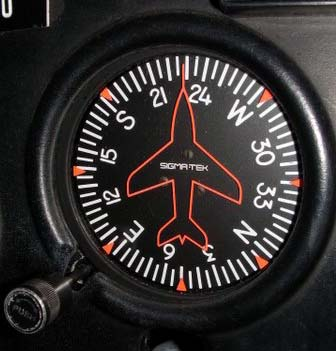

Girocompasul afișează direcția în care este îndreptat avionul (capul compas) față de nordul magnetic. Funcționarea aparatului se bazează pe un giroscop. Datorită precesiei, și acest giroscop trebuie calibrat frecvent. Actual, în sistemele avansate, acest aparat este înlocuit cu indicatorul situației orizontale (engleză Horizontal Situation Indicator) care dă aceleași indicații însă este corelat și cu celelalte instrumente de navigație.

### Giroclinometru

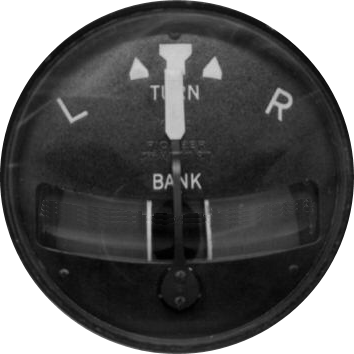

Indicatorul de viraj și glisadă, cunoscut și sub numele de giroclinometru, are două indicatoare, indicatorul de viraj și indicatorul de glisadă. Indicatorul de viraj indică viteza de girație (de rotire în jurul axei verticale) a avionului. Funcționarea sa se bazează tot pe un giroscop. Indicatorul de glisadă („bila”) indică dacă înclinarea laterală a avionului este cea corectă pentru virajul respectiv. Pentru o anumită rază de viraj este nevoie de o anumită înclinație. Dacă înclinația este prea mare, avionul glisează (alunecă în direcția în care este înclinat), iar dacă este prea mică, derapează (alunecă invers). Funcționarea indicatorului de glisadă se bazează pe un pendul, format de obicei dintr-o bilă plasată într-un tub transparent în formă de U.

### Variometru

Variometrul indică viteza de urcare sau de coborâre, in  picioare pe minut sau  metri pe secundă. Se bazează pe măsurarea variației presiunii cu schimbarea altitudinii.

## Amplasarea pe panoul de instrumente

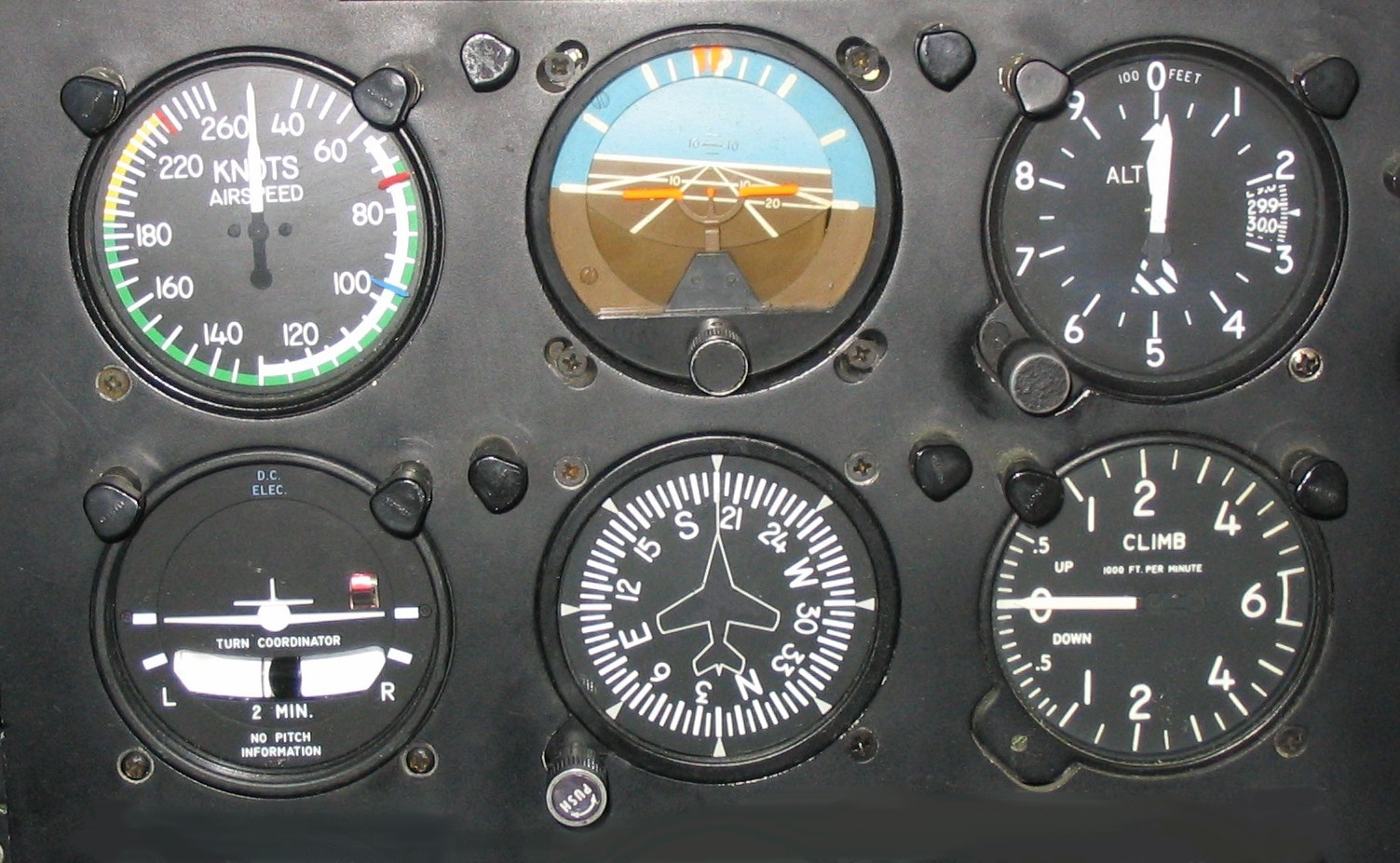
Cele șase instrumente de bază pentru un avion bimotor ușor, aranjate în schemă basic T: vitezometrul, giroorizontul, altimetrul, clinometrul lateral, girocompasul și variometrul.

Majoritatea avioanelor fabricate după 1953 au patru din instrumentele de zbor dispuse în schema basic T, cu giroorizontul dispus în centru, vitezometrul în stânga, altimetrul în dreapta și girocompasul dedesubtul giroorizontului. Celelalte aparate, sunt amplasate de obicei: indicatorul de viraj și glisadă sub vitezometru, iar variometrul sub altimetru, însă nu este obligatoriu. Busola este amplasată deasupra panoului cu instrumente, de obicei în centrul parbrizului. Și la noile avioane, cu carlingă de sticlă (adică cu afișarea indicațiilor instrumentelor pe ecrane) dispunerea afișajelor respectă schema basic T.